# John Barrow (1764-1848)
Pour les articles homonymes, voir John Barrow et Barrow.
John Barrow, né le 19 juin 1764 dans le hameau de Dragley Beck, dans la paroisse d’Ulverston dans le Lancashire et mort le 23 novembre 1848, est un explorateur et administrateur britannique.

## Biographie
Il commence par être clerc (superintending clerk) dans une forge de Liverpool. Vers vingt ans, il commence à enseigner les mathématiques dans une école privée de Greenwich.
Sir George Leonard Staunton (1737-1801), dont le fils suit les cours de Barrow, le remarque : il l’attache à la première ambassade britannique en Chine de 1792 à 1794 comme majordome de Lord George Macartney (1737-1806). Barrow acquiert alors une bonne connaissance de la langue chinoise, sur laquelle il a, plus tard, publié des articles dans Quarterly Review. Le compte rendu de cette mission publié par Sir Staunton mentionne  plusieurs bonnes contributions de Barrow consacrées à la littérature et à la science chinoises. Bien que Barrow cesse toute activité officielle avec la Chine après le retour de l’ambassade en 1794, il continue d’être fréquemment consulté par le gouvernement britannique en certaines occasions critiques.
En 1797, il accompagne lord Macartney, comme secrétaire personnel, dans une importante et délicate mission : établir un gouvernement pour la nouvelle colonie du Cap. Barrow a la charge de réconcilier les Boers et les « Cafres » et de décrire l’intérieur du pays. Après avoir visité toutes les parties de la colonie, il est nommé auditeur-général des comptes publics et décide de s’installer en Afrique du Sud. Il se marie avec Anne Maria Truter, en 1800, achète une maison au Cap. Mais la reddition de la colonie à la suite de la signature de la paix d'Amiens (1802) perturbe ce plan. Il revient en Angleterre en 1804, et obtient le poste de deuxième secrétaire de l'Amirauté par le vicomte Melville, un poste qu’il occupe durant  quarante ans (en dehors d'une période courte en 1806-1807 où il est whig au sein du gouvernement).
Il sut être estimé des onze lords qui présidèrent successivement l’Amirauté et notamment du roi Guillaume IV (1765-1837), quand il occupait, comme Lord, cette fonction. Grâce à sa position à l’Amirauté, Barrow est un grand promoteur des voyages d’explorations en Arctique dont ceux de John Ross (1777-1856), de Sir William Edward Parry (1790-1855), de Sir James Clark Ross (1800-1862) et de Sir John Franklin (1786-1847). Le Point Barrow lui a été dédié. Il est célèbre pour avoir été le premier à proposer l’Île Sainte-Hélène comme nouveau lieu d’exil de Napoléon Bonaparte après sa défaite à la bataille de Waterloo en 1815. Dans un autre domaine, il remit en cause la véracité du voyage de René Caillié à Tombouctou.  Il a laissé de précieux documents sur la Mutinerie du Bounty.
John Barrow devient membre de la Royal Society en 1845. Il reçoit un titre de docteur honoris causa en 1821 de l’université d'Édimbourg. Un reçoit un titre de baronnet en 1835 par Sir Robert Peel (1788-1850). Il prend sa retraite en 1845 et se consacre alors à la rédaction de l’histoire des derniers voyages d’exploration de l’Arctique (1846) ainsi que son autobiographie (1847).

## Hommages
Le Détroit de Barrow est nommé en son honneur par Parry. 
L'atoll de Vanavana dans les Tuamotu est dénommé lors de sa découverte Barrow Island par le navigateur britannique Frederick Beechey en 1826 en hommage à John Barrow.

## Ouvrages
- Voyage dans la partie méridionale de l'Afrique: fait dans les années 1797 et 1798, traduit de l'anglais par L. Degrandpré, Paris : chez Dentu, an IX (1801) (tome 1 & tome 2)
- Voyage à la Cochinchine par les îles de Madère, de Ténériffe et du Cap Verd, le Brésil et l'île de Java : accompagné de la relation officielle d'un voyage au pays des Boushouanas, dans l'intérieur de l'Afrique australe., traduction de Castera, Buisson, 1805 (tome 1, éd. 1807)
- Nouveau Voyage dans la partie méridionale de l'Afrique, traduit de l'anglais, Paris : chez Dentu, 1806 (tome 1 & tome 2)
- * The Eventful History of the Mutiny and Piratical Seizure of HMS Bounty : Its Causes and Consequences, Londres, John Murray, 1831 (OCLC 4050135, lire en ligne). Traduction française : Les mutins du Bounty, Robert Laffont, Le Livre de poche, 1961, 447 p.

## Source
- (en) Cet article est partiellement ou en totalité issu de l’article de Wikipédia en anglais intitulé « Sir John Barrow, 1st Baronet » (voir la liste des auteurs).